# Patota de Cosme
Patota de Cosme é o segundo álbum de estúdio do cantor e compositor brasileiro Zeca Pagodinho e o segundo produzido por Milton Manhães. Teve seu melhor desempenho nas rádios com a canção que dá nome ao disco, tendo sido uma das mais tocadas nas rádios cariocas daquele ano, mas é principalmente com a faixa "Maneiras" que o disco é relembrado ainda hoje, sendo uma das canções essenciais da carreira do artista.
O crítico Eduardo Martins, do jornal O Estado de S. Paulo, classificou o disco como "seleção musical que resiste à mais rigorosa análise". Elencou diversas músicas que teriam qualidade a ser destacada, além de enumerar os diversos compositores já famosos que estavam representados no disco, como Monarco, Arlindo Cruz e Nei Lopes.
Neste disco, também foi lançada a canção "Tempo de Don Don", que foi tema da novela da Rede Globo Mandala, e 16 anos depois, na novela Celebridade, da mesma emissora, desta vez na voz de Dudu Nobre.

## Faixas
| N.º            | Título                                                                                                   | Compositor(es)                                  | Duração |  |
| 1.             | "Patota de Cosme" (part: Luis Carlos de Pilares)                                                         | Nilson Santos / Carlos Senna                    | 3:14    |  |
| 2.             | "Sem Endereço" (part: Arlindo Cruz)                                                                      | Arlindo Cruz / Luiz Carlos da Vila              | 3:35    |  |
| 3.             | "Feristes Um Coração"                                                                                    | Monarco / Ratinho                               | 3:03    |  |
| 4.             | "Tempo de Don Don"                                                                                       | Nei Lopes                                       | 3:53    |  |
| 5.             | "Gota de Esperança"                                                                                      | Nelson Rufino / Orlando Rangel                  | 3:30    |  |
| 6.             | "Termina Aqui"                                                                                           | Arlindo Cruz / Zeca Pagodinho / Ratinho         | 4:17    |  |
| 7.             | "Pot-Pourri de Partido Alto: Nega Danada / Mulher Ingrata / Para o Bem do Nosso Bem" (part: Mauro Diniz) | Chatim; Chatim; Alvaiade                        | 4:06    |  |
| 8.             | "Menor Abandonado"                                                                                       | Pedrinho da Flor / Mauro Diniz / Zeca Pagodinho | 3:50    |  |
| 9.             | "Bisnaga"                                                                                                | Arlindo Cruz / Beto Sem Braço                   | 3:33    |  |
| 10.            | "Testemunha Ocular"                                                                                      | Jorge Aragão / Zeca Pagodinho                   | 2:49    |  |
| 11.            | "Maneiras"                                                                                               | Silvio da Silva                                 | 3:21    |  |
| 12.            | "Colher de Pau"                                                                                          | Beto Sem Braço / Zeca Pagodinho                 | 3:54    |  |
| Duração total: | Duração total:                                                                                           | Duração total:                                  | 43:04   |  |

## Tabelas
| Tabela musical (1987) | Posição |
| --------------------- | ------- |
| Brasil (Nopem)        | 2       |

| Tabela musical (1987) | Posição |
| --------------------- | ------- |
| Brasil (Nopem)        | 3       |